# Arnold Förster
Pour les articles homonymes, voir Förster.
Ne pas confondre avec Bruno Förster (1852-1924) entomologiste allemand et paléontologue.
Arnold Förster est un entomologiste allemand, né le 20 janvier 1810 à Aix-la-Chapelle, où il est mort le 13 août 1884. Il était spécialiste des diptères et des hyménoptères.

## Biographie
Il est le fils de Caspar Aegidius Arnold Förster et de Katherine Thera Angelika, née Duyckers. Il fait ses études à Bonn de 1832 à 1836 et obtient un Ph. D. honoraire en 1853. Il se marie en 1842 avec Maria Barbara Zimmermann.
Il enseigne de 1836 à 1884 à la Realschule d’Aix-la-Chapelle, qu’il dirige de 1850 à 1884. Il est membre de l'Académie allemande des sciences Leopoldina.
Il est l’auteur d’Hymenopterologische Studien. Le premier volume traite des fourmis (Formicariae, 1850), le second des guêpes (Chalcididae und Proctotrupii, 1856). Il signe également Über den Systematischen Wert des Flügelgeäders bei den Insekten und besonders bei den Hautflüglern (1877).
Il est enterré au cimetière de l'Est d'Aix-la-Chapelle.